# Madifushi (Meemu-atol)
Madifushi is een van de onbewoonde eilanden van het Meemu-atol behorende tot de Maldiven. Het eiland is onbewoonbaar verklaard na de tsunami die in 2004 de Maldiven trof.